# Felipe Mario López Blanco
Felipe Mario López Blanco fue un arquitecto español. Referente dentro del estilo modernista en Madrid. Presentó en 1904 junto con el arquitecto Luis Montesinos un proyecto para la construcción del que será el futuro Palacio de Correos y Telégrafos en Madrid. Siendo los ganadores del concurso el tándem Palacios-Otamendi. 
En 1900 impartía docencia y fue secretario de la Escuela Superior de Artes é Industrias y Bellas Artes de Barcelona (Llotja). 

## Obras
Entre los edificios de Madrid se encuentra el de la calle Almagro (nº28), el de la calle Motalbán n.º 7. Es autor de la Casa «Morella» y de la Colonia de la Prensa, ambos fechados a comienzos del siglo XX.